# Локкет, Вивиан
Вивиан Новер Локетт (англ. Vivian Noverre Lockett); 18 июля 1880 ― 30 мая 1962) ― полковник британской армии, игрок в поло. Известен тем, что завоевал золотую медаль для команды Великобритании на Летних Олимпийских играх 1920 года, проходивших в Антверпене.

## Биография
Родился 18 июля 1880 года в Нью-Брайтоне, Восточный Сассекс. Проходил учёбу в Веллингтоском колледже, затем перевёлся в Тринити-колледж при Кембридже, а после этого ― в Королевскую военную академию в Сандхерсте. После окончания академии Локетт был направлен на службу в Королевскую полевую артиллерию, затем был переведён командовать 17-м уланским полком, где в 1927 году на посту командующего был сменён Тимом Мелвилл (который также был олимпийцем). Вышел в отставку в 1933 году, но был в 1940 году был призван на действительную службу в качестве командира Учебного кавалерийского центра в Эдинбурге. Женился на Вайолет Коулман в 1915 году, в семье было трое детей. Умер в Норидже 30 мая 1962 года.

## Спортивная карьера
Локетт принимал участие в соревнованиях на Международном кубке по поло в пяти матчах между 1913 и 1921 годами. В 1914 английская команда одержала победу, которая была её последней вплоть до 1997 года. Был частью команды, которая выиграла армейский межполковой турнир в Индии в 1913 и 1914 годах. Когда после войны снова возобновились соревнования по игре в поло, он также выступал в команде, которая каждый год выигрывала межполковые чемпионаты в период между 1920 и 1930 годами, кроме 1927-го. Несмотря на все эти успехи, ему, на удивление, не удалось одержать победу в чемпионате, который состоялся при Кембридже.
Представлял Соединенное Королевство на соревнованиях по поло на летних Олимпийских играх 1920 вместе с Тинмутом Мелвиллов, Фредериком Барреттом и Джоном Вудхаузом, 3-м графом Кимберли. Британская команда одержала победу на командой Испании в финале и была удостоена золотыми медалями.